# Tyriobapta laidlawi
Tyriobapta laidlawi är en trollsländeart som beskrevs av Friedrich Ris 1919. Tyriobapta laidlawi ingår i släktet Tyriobapta och familjen segeltrollsländor. Inga underarter finns listade i Catalogue of Life.